# Juan Mata Sevillano Fraile
Juan Mata Sevillano Fraile (Vicálvaro, 9 de febrer de 1790 – Madrid, 15 de febrer de 1864) va ser un polític espanyol, ministre durant el regnat d'Isabel II d'Espanya.

## Biografia
Inicia jove la carrera de dret a la Universitat d'Alcalà, deixà els estudis per lluitar a la guerra del francès. En 1815 deixà la carrera militar per casar-se. En 1832 arribà al grau de coronel de Cavalleria i va prendre part en la Primera Guerra Carlina. Dedicat després als negocis com a banquer entra en política com a Senador vitalici en 1846, concedint-se-li la creu de l'Orde de Carles III i és anomenat Gentilhome de cambra amb exercici i marquès de Fuentes del Duero aquest mateix any. En 1854 la Reina li atorga el títol de duc de Sevillano. Al desembre d'aquest any és nomenat ministre d'Hisenda, càrrec que ocuparé fins a gener de 1855. Militant del Partit Progressista i amic del també financer Gaspar Remisa, va formar part de la Junta de Salvació que va assumir el poder durant la revolució de 1854.